# Мвиньи, Абуд Джумбе
Абуд Джумбе Мвиньи (суахили Aboud Jumbe Mwinyi; 14 июня 1920, Занзибар, Англо-Египетский Судан — 14 августа 2016, Дар-эс-Салам, Танзания) — занзибарский и танзанийский государственный деятель, второй президент Занзибара (1972—1984), председатель местного Революционного совета, один из основателей и вице-председатель партии Чама Ча Мапиндузи.

## Биография
В 1945 году окончил техническую школу Макерере, после чего до 1960 года работал учителем в средней школе Занзибара для мальчиков.
В 1961 году занялся политикой и был избран депутатом от партии Афро-Ширази.
В 1963 году в Лондоне принимал участие в переговорном процессе о предоставлении Занзибару независимости. Был назначен министром внутренних дел, затем занимал другие должности, в частности, министра здравоохранения и социального страхования. После объединения с Танганьикой (1964) был назначен государственным министром Занзибара.
После произошедшего 7 апреля 1972 года убийства первого президента Занзибара Абейда Амани Каруме Абуд Джумбе возглавил автономию. Также президентом Ньерере был назначен на должность первого вице-президента Танзании. Был назначен председателем правящего Революционного совета и президентом правящей партии Афро-Ширази.
При нём в 1979 году была принята первая после революции Конституция Занзибара. Она разделила полномочия Революционного Совета и Палаты представителей. Кроме того, новая конституция установила проведения выборов всеобщим голосованием вместо избрания депутатов Революционным Советом.